# Адунаць (Прахова)
Адунаць, Адунаці (рум. Adunați) — село у повіті Прахова в Румунії. Адміністративний центр комуни Адунаць.
Село розташоване на відстані 91 км на північний захід від Бухареста, 43 км на північний захід від Плоєшті, 52 км на південь від Брашова.

## Населення
За даними перепису населення 2002 року у селі проживали 652 особи, усі — румуни. Усі жителі села рідною мовою назвали румунську.